# Tôn Vận Tuyền
Tôn Vận Tuyền (tiếng Trung: 孫運璿; bính âm: Sūn Yùnxuán, ngày 11 tháng 11 năm 1913 - 15 tháng 2 năm 2006), một nhà kinh tế, một chính trị gia Đài Loan. Ông từng là Bộ trưởng Kinh tế của Trung Hoa Dân Quốc giai đoạn năm 1969 đến 1978 đồng thời là Viện trưởng Hành chính viện giai đoạn từ năm 1978 đến 1984.
Ông được tín nhiệm trong việc giám sát sự biến đổi kinh tế của Đài Loan từ một nền kinh tế chủ yếu là nông nghiệp cho đến khi trở thành một cường quốc xuất khẩu. Ông còn được ái mộ với lá thư gửi cho con mình khuyên răn về lẽ sống.

## Qua đời
Ông qua đời ở tuổi 92 trong khi nhập viện tại Bệnh viện đa khoa Cựu chiến binh ở Đài Bắc do nhồi máu cơ tim và nhiễm trùng huyết. Đám tang của ông được tổ chức vào ngày 25 tháng 2 năm 2006 và tro của ông thì được an táng tại Nghĩa trang Hsin Keelung Hsin.